# میمون ماداگاسکار
میمون‌های ماداگاسکار جانورانی هستند که فقط در جزیره ماداگاسکار واقع در شرق آفریقا زندگی می‌کنند. این جانوران، در نگاه اول، به میمون‌های معمولی شبیه‌اند، زیرا چشم‌های آن‌ها در جلوی سر قرار دارد و با انگشتان دست و پا می‌توانند شاخهٔ درختان را بگیرند. اما با نگاهی دقیق تر تفاوت‌های زیادی میان این دو نوع جانور دیده می‌شود. چشم بیشتر میمون‌های ماداگاسکار درشت و گرد است و پوزهٔ آن‌ها بیشتر به پوزه سگ و گربه شبیه‌است تا به میمون‌های معمولی. میمون‌های ماداگاسکار خز نرم و لطیف و دمی بلند دارند.

## زندگی خانوادگی
بیشتر میمون‌های ماداگاسکار در خانواده‌ای زندگی می‌کنند که تا ده عضو دارد.در میان این جانوران، چنان که در برخی از میمون‌ها دیده می‌شود سلسله مراتب مشخصی وجود ندارد که در آن، یک جانور برتر از بقیه باشد، اما در بیشتر موارد، ماده‌ها بر نرها تسلط دارند.در مجموع، میمون‌های ماداگاسکار جانوران آرامی هستند و فقط با سر و صدا کردن و حرکت‌های بدن از قلمرو خود دفاع می‌کنند و در موارد نادر به دشمن حمله می‌برند.میمون ماداگاسکار دم حلقه‌ای، دمش را روی پای جلو که محتوی غده‌هایی با بوی تند است می‌کشاند و آنگاه، با تکان دادن دم، آن بو را در فضای اطراف پخش می‌کند.جنس ماده، در ابتدای فصل باران، یعنی در اواخر تابستان، یک بچه به دنیا می‌آورد. در ابتدا، نوزاد خود را به خز زیر شکم مادر می‌چسباند، اما چندی بعد، قوی تر می‌شود و می‌تواند بر پشت مادر سوار شود.بچه‌ها معمولاً بعد از دو سال بالغ می‌شوند.

## غذا
میمون‌های ماداگاسکار برگ‌ها و میوه‌های مختلفی را می‌خورند. زمان اصلی غذا خوردن آن‌ها هم سپیده دم و هنگام غروب آفتاب است، اما ممکن است در طول روز هم فعال باشند. نوعی از این جانور شگفت آور،«آی آی» نام دارد.این جانور، روزها در لانهٔ بزرگی که روی درخت می‌سازد، می‌ماند و شبها، به میان شاخه‌ها می‌رود تا نوزاد سوسک‌ها و حشرات چوب خوار دیگر را شکار کند.آی آی، با دندان‌های نیش قوی تونل‌هایی که این حشرات ساخته‌اند، خراب می‌کند.سپس با انگشت دراز و باریک سطحی، مانند قلاب، طعمه را از مخفیگاه بیرون می‌کشد.

## خطر انقراض
همهٔ گونه‌های میمون ماداگاسکار در خطر انقراض هستند. جنگل‌های محل زندگی آن‌ها را از بین برده و خود آن‌ها را به عنوان غذا شکار کرده‌اند. امروزه، زیستگاه‌های حفاظت شدهٔ ویژه‌ای برای میمون‌های ماداگاسکار در نظر گرفته شده‌است، اما برخی از گونه‌های میمون ماداگاسکار چنان کم یابند که نگهداری از آنان در باغ وحش و زاد و ولد در آنجا، تنها راه حفظ نسل این گونه محسوب می‌شود.

## خویشاوندان میمون ماداگاسکار
با آنکه میمون‌های ماداگاسکار فقط در ماداگاسکار و بعضی از جزایر اطراف زندگی می‌کنند، بعضی از خویشاوند ان نزدیک آن‌ها در آفریقا و مناطق گرم آسیا هم می‌توان یافت.

## منبع
- دانشنامه اکسفورد